# Visselhövede
Visselhövede je město v německém Dolním Sasku přibližně 60 kilometrů od města Brémy, 20 kilometrů od města Rotenburg (Wümme), 14 kilometrů od obce Bothel, a 20 kilometrů od obce Kirchlinteln.
Visselhövede prochází spolková silnice B440. K 31. prosinci 2010 měla 10 260 obyvatel.

## Městské části
| - Visselhövede - Bleckwedel - Buchholz - Dreeßel - Drögenbostel | - Hiddingen - Jeddingen - Kettenburg - Lüdingen - Nindorf | - Ottingen - Rosebruch - Schwitschen - Wehnsen - Wittorf |

## Osobnosti města
- Gerd Lüdemann (1946–2021), profesor teologie
- Christopher von Deylen (* 1970), hudební producent a hlavní člen elektronické skupiny Schiller